# معركة أم رضمة
معركة أم رضمة أو معركة المسعري هي معركة حدثت يوم الأربعاء في ( 11 سبتمبر 1929م / 7 ربيع الثاني 1348هـ ) بين قوات حركة الإخوان النجدية المكونة من قبيلة مطير بقيادة عبد العزيز بن فيصل الدويش الإبن الأكبر لفيصل الدويش شيخ مطير من جهة وبين قوات مملكة الحجاز ونجد وملحقاتها بقيادة عبد العزيز بن مساعد بن جلوي أمير منطقة حائل تسانده أكثر من 4 قبائل من جهة آخرى عند آبار أم رضمة، وانتهت المعركة بانتصار مملكة الحجاز ونجد وملحقاتها وقتل عبد العزيز الدويش.

## الأسباب
أرسل فيصل الدويش إبنه عبد العزيز وهو شاب في الـ25 من عمره على رأس غزوة طويلة الأجل إلى بلاد حرب وشمر وعنزة الجنوبية. وسار عبد العزيز في 15 أغسطس على رأس قوة مختارة قوامها 650 شاباً من الهجانة ينتمون إلى مطير والعجمان ومعهم فيصل بن شبلان الذي يأتي في القيادة بعد الدويش مباشرة، وغيره من رجال الخبرة ليكونوا بمثابة مستشارين لعبد العزيز الشاب النشيط المتسرع.
وقد استولت هذه الغزوة على قطعان كبيرة من الجمال تعود لشمر والعمارات، واستولت أيضاً على قافلة سعودية تحمل زكاة من حائل قدرها 10,000 ريال. وعاد الغزاة بعد ذلك من حيث أتوا ليحققوا غرضهم الأول وهو اللإستيلاء على آبار أم رضمة جنوب غرب منطقة العراق المحايدة حيث يستطيعون سقاية جمالهم.

## انقسام قادة الأخوان إلى نصفين
وفي طريق عودتهم لما اقتربوا من لينة شمال حائل تناهى إليهم أن إبن مساعد الجلوي أمير حائل يحاول قطع الطريق عليهم بالإستيلاء على آبار الماء، وأنه قد تحرك فعلاً عبر خط تراجعهم بقصد قطع الماء، الذي هم بأمس الحاجة إليه، عنهم. وكانت تلك الأنباء خطيرة للغاية، لأن حرارة أغسطس كانت شديدة وجمالهم لم تذق طعم الماء منذ 4 أيام، والمسيرة كانت طويلة بحيث أن الجمال التي استولوا عليها كانت تسقط ميتة من الإعياء في الطريق.
واقترح فيصل بن شبلان تغييراً فورياً في الإتجاه نحو الشمال الشرقي وكان عبد العزيز يريد إكمال السير نحو أم رضمة. وأتى 4 من الكشافة بأنباء مفادها أن آبار أم رضمة وقعت في يد قوة أكبر من قوتهم بثلاث مرات على الأقل. وأعلن فيصل بن شبلان في الحال أنه سيتوجه إلى الشمال الشرقي ودعا كل رجل ذي عقل أن يتبعه. أما عزيّز العنيد فقد رفض العمل بهذه النصيحة فافترق فيصل بن شبلان عنه ومعه حوالي 150 رجل وعدة مئات من الجمال.

## الوصول إلى آبار أم رضمة
وإندفع عزيّز إلى الأمام بسرعة ومعه حوالي 500 رجل فقط بالرغم من أن جماله كانت تموت من المشقة والإعياء، فوصل إلى جوار آبار أم رضمة عند منتصف النهار. وتبين له أن أنباء الكشافة كانت صحيحة جداً لأن الآبار كانت محاطة بحوالي 1,500 رجل نشيط من شمر وحرب والبدو والحضر حفروا خنادق على مدار المنطقة بأكملها. لقد كانت حالة يائسة فالرجال والجمال بحاجة ماسة إلى الماء. وقد كانت قرب الماء التي يحملها الرجال للطوارئ قد فرغت كلها منذ زمان، وكان أيضاً أحد من رجال عزيّز لم يذق طعم الماء لمدة 8 ساعات. وكانت حرارة الشمس توازي تقريباً 170 درجة فهر نهايت.
وأمر عزيّز رجاله بالتوقف على مرأى العدو الذي كان يعرف قوته فأخذ يراقب بإستهجان خطوته التالية. وبعد ذلك دعا عزيّز رجاله الذين أنهكهم التعب إلى الصلاة فركعوا جميعهم، ولم يثنهم الجوع والعطش والحرمان وإحتمال وقوع معركة رهيبة، عن عزمهم لحظة واحدة. فصرخ عزيّز بأعلى صوته قائلا : ( ألسنا نحن إخوة إختارنا الله ؟ يجب أن نتقدم ونحصل على الماء ).
وكان آخر أمر أصدره إلى عبده أن يقود فرسه وينقذها إذا أمكن ذلك.

## المعركة
بدأ هجوم رهيب قام به 500 رجل أصيبوا بجنون العطش. وتلقى المدافعون عن مكان الهجوم بشجاعة. وقد ساعد السراب المهاجمين لأنه منع المدافعين من التسديد الجيد في الرماية، فنشبت معركة ضارية رهيبة وكادت شجاعة الإخوان الفائقة لمدة من الزمن أن تربح المعركة ولكن الأعداد كانت متفاوتة، وكان إبن مساعد يأتي بفرق جديدة واحدة بعد الأخرى. حتى استطاعت قوات عبد العزيز بن مساعد حسم المعركة لصالحها.

## الهوامش

### معلومات
1. ↑  عِزَيِّزْ بالكسرة على العين [ع] وبالفتحة على الزاء [ز] وبشدة الكسرة على الياء [ي] وبالسكون على الزاء الأخيرة [ز] هو إسم للتحبب يطلق على عبد العزيز بن فيصل الدويش

| سبقه معركة القاعية | تمرد الإخوان 1929–1930م 1347–1348هـ | تبعه معركة نقير |